# Wasted Years
A Wasted Years az Iron Maiden brit heavy metal együttes 1986-os Somewhere in Time című albumának első kislemezes dala, mely a brit slágerlistán a 18. helyig jutott. A nagylemezre került modernizált hangzású dalok közül ez az egyetlen, amelyben nem használtak gitárszintetizátort. 1990-ben a The First Ten Years box set részeként adták ki újra a kislemezt CD-n.

## Története
A Wasted Years kislemezt 1986. szeptember 6-án adták ki a három héttel később megjelenő hatodik Iron Maiden stúdióalbum, a Somewhere in Time felvezetéseként. A címadó dalt Adrian Smith gitáros írta. A szöveg a honvágyról és az elvesztegetett időről szól, melyet az Iron Maiden 1984-85-ös kimerítő világ körüli turnéja ihletett, ami során több mint 180 koncertet adott a zenekar. A dalhoz készített videóklipben az együttes történetének elmúlt éveit felelevenítő korábbi lemezborítók, promóciós fotók és koncertfelvételek és videóklip részletek villannak fel, miközben egy fekete-fehér felvételen az Iron Maiden játssza a Wasted Years-t.
A kislemez B-oldalára egy Reach Out című dal került fel, Dave Colwell szerzeménye, melyet Andrian Smith énekelt fel. A dal először 1985 decemberében hangzott el a Marquee klubban, ahol Smith és barátai, többek között Nicko McBrain és Dave Colwell, léptek fel The Entire Population Of Hackney néven. Colwell később Smith ASAP nevű szólóprojektjében is részt vett.
A 12"-es maxi single változat tartalmazza még a Sheriff of Huddersfield című dalt, amely az albumra nem került fel. A huddersfieldi seriff maga Rod Smallwood, az együttes menedzsere, aki akkoriban költözött Angliából az Egyesült Államokba, Hollywoodba, és az ő, ezzel kapcsolatos sirámait figurázza ki a dal. Smallwood viszont akkor szembesült vele először, amikor a kezébe nyomták a már kész kislemezt. A számot Adrian Smith egyik korábbi dala, a Life in the City alapján rakták össze, melyet még az Iron Maiden előtti együttese, az Urchin számára írt.
A Wasted Years 4 hétig szerepelt a brit slágerlistán, és legjobb helyezése a 18. hely volt.

## Számlista
7" kislemez
1. Wasted Years (Adrian Smith) – 5:06
2. Reach Out  (Dave Colwell; The Entire Population of Hackney-feldolgozás) – 3:25

12" kislemez
1. Wasted Years (Smith) – 5:06
2. Reach Out  (Colwell; The Entire Population of Hackney-feldolgozás) – 3:25
3. Sheriff of Huddersfield (Iron Maiden) – 3:35

## Közreműködők
- Bruce Dickinson – ének
- Dave Murray – gitár
- Adrian Smith – gitár, ének
- Steve Harris – basszusgitár
- Nicko McBrain – dobok